# Exidiopsis effusa
Exidiopsis effusa är en svampart som beskrevs av Bref. 1888. Enligt Catalogue of Life ingår Exidiopsis effusa i släktet Exidiopsis,  och familjen Auriculariaceae, men enligt Dyntaxa är tillhörigheten istället släktet Exidiopsis,  och familjen Exidiaceae. Arten är reproducerande i Sverige. Inga underarter finns listade i Catalogue of Life.
I den svenska databasen Dyntaxa användes tidigare istället namnet Myxarium laccatum för samma taxon men rekommenderar nu Exidiopsis effusa.  Arten är reproducerande i Sverige.Svampen är känd för att medverka till bildandet av Håris

## Bildgalleri

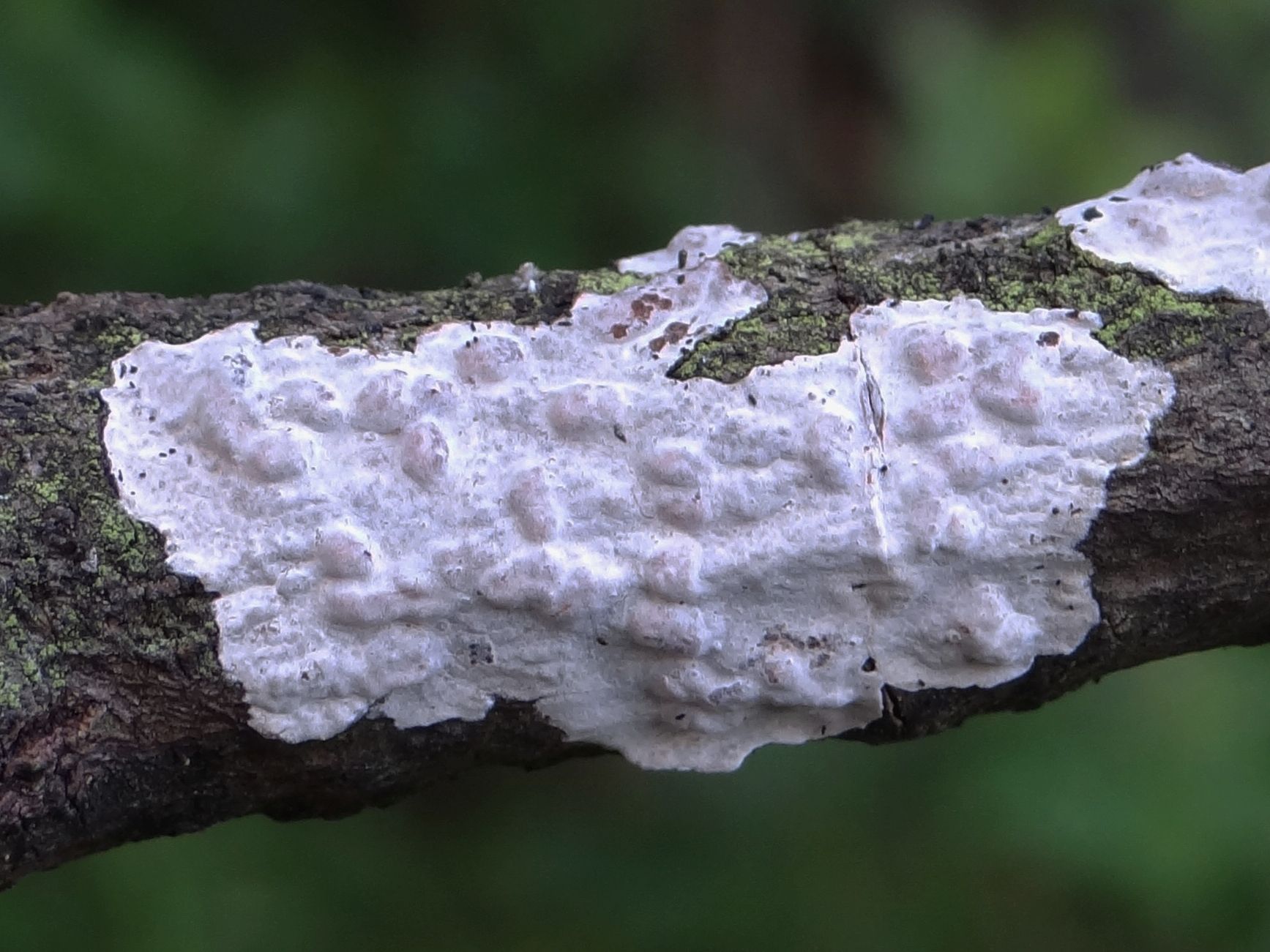